# Râpa Neagră
Râpa Neagră (monument al naturii) este o arie protejată de interes național ce corespunde categoriei a III-a IUCN (rezervație naturală de tip geologic), situată în județul Caraș-Severin, pe teritoriul administrativ al comunei Mehadia.

## Descriere
Rezervația naturală aflată în Dealurile Banatului, în partea nord-vestică a satului Mehadia, are o suprafață de 5 ha, și reprezintă o arie constituită din conglomerate tortoniene, alcătuite din roci sedimentare (un strat grezos, urmat de altul marnos-nisipos, cu depozite carbonice); care de-a lungul timpului, datorită fenomenelor naturale (dezgheț-îngheț, vânt, spălare, șiroire) a fost dezvelit de stratul moale de suprafață; rezultând o zonă decopertată natural, unde sunt vizibile stratele de rocă dură, de culore negru-cenușiu.